# Gilles Maignan
Gilles Maignan (* 30. Juli 1968 in Argenteuil) ist ein ehemaliger französischer Radprofi, der vor allem im Zeitfahren erfolgreich war.

## Biographie
Gilles Maignan begann seine Profikarriere 1995 beim Team Mutuelle de Seine-et-Marne, nachdem er sechs Jahre Amateur gewesen war. Seine größten Erfolge feierte er Ende der 1990er Jahre für das Team Casino und dessen Nachfolger AG2R Prévoyance. Er wurde in den Jahren 1998 und 1999 zweimal in Folge französischer Zeitfahrmeister, womit er sich für die UCI-Straßen-Weltmeisterschaften qualifizierte. 1998 belegte er beim Zeitfahren der WM nur den 27. Platz, 1999 reichte zu einem respektablen siebten Platz. Im Jahr 2000 gewann er als bisher einziger Franzose die Tour Down Under. 
2002 beendete Maignan seine Karriere. Er nahm insgesamt viermal an der Tour de France teil und erreichte dreimal das Ziel in Paris. Maignan arbeitet mittlerweile bei der Amaury Sport Organisation.

## Erfolge
1997
2. Tour de Vendée
9. Grand Prix des Nations
1998
 Französischer Meister Zeitfahren
2. Etappe Tour de Limousin
2. Grand Prix des Nations
1999
 Französischer Meister Zeitfahren
5. Etappe Grand Prix Midi Libre
3. Etappe Circuit de Lorraine
2. Circuit Cycliste Sarthe
2. Chrono des Herbiers
2. Duo Normand (mit Artūras Kasputis)
5. Grand Prix des Nations
7. Weltmeisterschaft Zeitfahren
2000
Sieger Tour Down Under
4. Etappe Tour du Poitou-Charentes (Einzelzeitfahren)
2. Circuit de Lorraine
2001
Sieger À Travers le Morbihan